# Límite (sucesión de conjuntos)
En teoría de conjuntos, se define límite de una sucesión de conjuntos {\displaystyle (A_{n})_{n}} al conjunto que incluye elementos de cada uno de los subconjuntos {\displaystyle A_{n}} componentes de la sucesión. Es de utilidad en teoría de la medida, especialmente en espacios de probabilidad.

## Definición para sucesiones monótonas
Sea {\displaystyle (A_{n})_{n}} una sucesión de conjuntos, se dice que dicha sucesión es monótona creciente, y se indica como {\displaystyle A_{n}\uparrow }, si para todo n, perteneciente al conjunto de los números naturales, se tiene que {\displaystyle A_{n}\subseteq A_{n+1}}.
De la misma manera, la sucesión de conjuntos es monónota decreciente y se indica como {\displaystyle A_{n}\downarrow }, si para todo n, perteneciente al conjunto de los números naturales, se tiene que {\displaystyle A_{n}\supseteq A_{n+1}}.
Haciendo uso de operadores de conjuntos (unión, intersección), en una sucesión monótona creciente con un número fijado n se tiene que:

{\displaystyle \bigcup _{i=1}^{n}A_{i}=A_{n}}

El límite de esta sucesión creciente se define de manera natural como:

{\displaystyle \lim _{n\rightarrow \infty }A_{n}=\lim _{n\rightarrow \infty }\bigcup _{i=1}^{n}A_{i}=\bigcup _{i=1}^{\infty }A_{i}}

es decir, como la unión de los infinitos conjuntos An de la sucesión. Una definición similar se sigue para una sucesión monótona decreciente. Fijado un n se tiene que:

{\displaystyle \bigcap _{i=1}^{n}A_{i}=A_{n}}

Y por tanto, el límite de esta sucesión decreciente se define como:

{\displaystyle \lim _{n\rightarrow \infty }A_{n}=\lim _{n\rightarrow \infty }\bigcap _{i=1}^{n}A_{i}=\bigcap _{i=1}^{\infty }A_{i}}

esto es, como la intersección de los conjuntos An de la sucesión.
Cuando se cumplen estas condiciones, se dice que la sucesión de conjuntos tiene límite o que es convergente.

## Definición general
De manera más general y dada cualquier sucesión de conjuntos, pueden definirse los límites inferior y superior construyendo dos sucesiones monótonas creciente y decreciente respectivamente:
| Sea una sucesión de conjuntos (An)n. - El límite inferior es el conjunto formado por los elementos que pertenecen a todos los conjuntos de la sucesión salvo quizá un número finito de ellos: {\displaystyle \liminf _{n\rightarrow \infty }A_{n}={\bigcup _{n=1}^{\infty }}\left({\bigcap _{m=n}^{\infty }}A_{m}\right)} - El límite superior es el conjunto formado por todos los elementos que pertenecen a infinitos conjuntos en la sucesión: {\displaystyle \limsup _{n\rightarrow \infty }A_{n}={\bigcap _{n=1}^{\infty }}\left({\bigcup _{m=n}^{\infty }}A_{m}\right)} |

De las definiciones anteriores se puede obtener la relación:

{\displaystyle \liminf _{n\rightarrow \infty }A_{n}\subseteq \limsup _{n\rightarrow \infty }A_{n}}

En el caso de que ambos límites coincidan, se toma este conjunto común como el límite de la sucesión An:

{\displaystyle \lim _{n\rightarrow \infty }A_{n}=\liminf _{n\rightarrow \infty }A_{n}=\limsup _{n\rightarrow \infty }A_{n}}